# Jacob Schiff
Pour les articles homonymes, voir Schiff.
Jacob H. Schiff, né Jacob Hirsch Schiff (orthographié aussi Heinrich puis Henry) le 10 janvier 1847 à Francfort-sur-le-Main et mort le 25 septembre 1920 à New York, est un banquier et philanthrope américain.

## Biographie
Issu d'une famille juive rabbinique de Hesse dont la lignée remonte au XIVe siècle, son père était courtier dans la banque Rothschild à Francfort.
Après des études en Allemagne, il rejoint l'Amérique en 1865, où il change son nom en Jacob Henry Schiff, et travaille comme employé pour la firme de courtage Frank & Gans. En 1867, il fonde sa propre firme de courtage, Budge, Schiff & Co., qui fait faillite en 1873.
À la suite d'un séjour en Europe où il prit contact avec le monde bancaire allemand, il revient en 1875 en Amérique, et travaille à la banque Kuhn, Loeb & co, fondée en 1867 par Abraham Kuhn et Solomon Loeb (pour des raisons stratégiques, la fille de ce dernier avait été mariée à Jacob Schiff). Il en est devenu le patron en 1875. Sous son impulsion, la banque s'agrandit considérablement : elle participe au financement de l'Union Pacific, crée la Northern Securitics Company, qui annihile la concurrence[réf. souhaitée] entre les compagnies de chemin de fer américaines.
Devenu l'un des plus puissants financiers américains, il dirigea de nombreuses affaires industrielles (Central Trust Company, Western Union, Wells Fargo Express Company, etc.). Outre son activité financière, il eut dans les années 1890 des activités philanthropiques : il fonda la chaire d'économie sociale de l'Université Columbia, aida financièrement la section est-asiatique de l'American Museum of Natural History, l'Hebrew Union College, le Jewish Theological Seminary of America, etc. Il fut l'un des fondateurs de l'American Jewish Committee en 1906. Il est considéré à cette époque comme la personnalité juive la plus influente aux États-Unis. 
Hostile au tsar Nicolas II (qu'il nomme « l'ennemi de l'humanité ») et à l'aristocratie russe à la suite des pogroms dont étaient victimes les Juifs de Russie, il prête – par l'intermédiaire de sa banque Kuhn, Loeb, and Company – 200 millions de dollars au gouvernement japonais durant la guerre russo-japonaise (1904-1905). Par ailleurs il s'efforce d'organiser dès les pogroms russes de 1894 le blocus financier du Tsar. À la fin de la guerre, Jacob Schiff avec un certain nombre de membres éminents de la communauté juive américaine — comme le Grand Maître de l'Ordre du B'nai B'rith Adolf Kraus, et le Secrétaire au Commerce des États-Unis Oscar Straus — profitèrent des négociations à Portsmouth pour présenter des doléances au représentant russe, Serge Witte au sujet de la situation qui était faite aux juifs en Russie. Comme il le raconte dans le premier tome de ses mémoires, le comte de Witte, lui reprocha d'exagérer la situation des Juifs en Russie (avant la guerre, Jacob Schiff avait aidé financièrement la communauté juive de Russie, dont une partie avait été frappée par des pogroms).
En 1911, il lance une campagne contre le président William Howard Taft, pour l’amener à rompre les relations commerciales avec la Russie, comme il s’en vantera dans les colonnes du New York Times du 5 juin 1916. 
Le rôle de Schiff dans les événements de 1917 a suscité de nombreuses hypothèses. Le 13 janvier[réf. souhaitée] 1917, il aurait reçu à son domicile Léon Trotsky, qui travaillait alors à New York pour la première version de la revue sociale-démocrate Novy Mir. Selon le journaliste d'extrême droite Henry Coston, le futur dirigeant d'extrème-gauche Trotsky avait été présenté à Jacob Schiff par la direction du journal socialiste juif The Forward. Trotsky a nié avoir reçu de l'argent de Jacob Schiff.
Quand le gouvernement du Tsar tomba en 1917, Schiff crut que l'oppression que subissaient en Russie les Juifs — et d'autres — allait se terminer. Il envisagea donc avec sympathie le gouvernement de Kerensky. Il leva donc les obstacles qui empêchaient jusqu'alors son entreprise de prêter à la Russie. Mais lorsqu'apparut le gouvernement soviétique de Lénine et Trotsky, Schiff devint à nouveau fortement opposé à toute aide à la Russie.
Bien qu'ayant aidé les Juifs installés en Palestine, Schiff n'était pas d'accord avec les conceptions de Theodor Herzl, et s'il appuyait les populations juives venant s'installer, il ne soutenait pas l'idée de l'implantation d'une nation juive en Palestine.
Jacob Schiff meurt le 20 septembre 1920 à New York, les journaux célèbrent alors sa philanthropie et son humanisme.

## La figure de Schiff, l’antisémitisme et les théories de la conspiration
Selon Pierre-André Taguieff, Jacob Schiff est devenu, dès le début des années 1920, « une des cibles récurrentes de la littérature complotiste ». Ces théories sont souvent inspirées du plus célèbre des textes antisémites, les faux Protocoles des Sages de Sion. Schiff est accusé dans ces théories, en général aux côtés des Rothschild, de Paul Warburg et d'autres, d’avoir été un personnage clé dans une conspiration juive pour dominer l’économie et les gouvernements mondiaux qui mettent en avant son rôle supposé dans le financement de la révolution russe. Dès sa mort, on assiste en Allemagne à l’apparition d’allégations soutenant qu’il avait financé la révolution russe, allégations aujourd’hui jugées avérées. De même en France en 1932, Jacob Schiff fut placé par le journal L'Ami du peuple au centre d'une campagne antisémite contre « les financiers qui mènent le monde ». Dans une série d'articles, placés sous le signe explicite des Protocoles, François Coty prétendait dénoncer un complot des « hautes sphères de la finance judéo-germano-américaine, complice des Soviets ». Toutefois, malgré l'accumulation de détails sur Schiff, la campagne de Coty ne peut produire de faits réels et si Schiff rencontra Trotsky, Coty doit finalement reconnaître que l'entrevue « n'eut cependant rien de décisif » et qu'il ignore « l'importance des fonds qui furent mis à la disposition de Lénine et de Trotsky ». Par la suite, de telles exploitations antisémites de la figure de Schiff continuèrent, s'appuyant sur les publications des années 1920-1930 : c'est ainsi que dans son « pamphlet conspirationniste » Les Financiers qui mènent le Monde (1955), l'auteur antisémite Henry Coston s'inspira des articles de Coty.
Les publications qui soutiennent ces théories du complot prétendent s'appuyer sur un certain nombre de documents comme un télégramme daté du 21 septembre 1918 par lequel Raphael Scholan, dit Haparanda, avertit Léon Trotsky qu'un compte à son nom vient d'être ouvert dans une banque de Stockholm. Mais de sérieux doutes existent quant à l'authenticité de ces documents qui furent publiés pour la première fois en octobre 1918 dans The German-Bolshevik Conspiracy, ouvrage élaboré par un bureau de propagande de guerre afin de montrer que Lénine et Trotsky était des agents allemands. L'authenticité de ces documents fut tout de suite discutée et ne semble plus actuellement retenue. Les publications conspirationnistes soutiennent aussi souvent que le financement des bolcheviques par Schiff aurait été confirmé par le petit-fils de Jacob Schiff, John M. Schiff, devenu président honoraire de Kuhn, Loeb & co, dans le quotidien New York Journal-American du 3 février 1949. Toutefois, il faut observer que la confirmation en question n'est qu'un propos rapporté dans une chronique mondaine publiée à partir de 1919 par plusieurs journalistes successifs sous le pseudonyme « Cholly Knickerbocker », sa fiabilité peut donc être considérablement remise en question. On trouve aussi souvent mention du fait que Lénine fut reconnaissant et fit rembourser par l'État russe 450 millions de dollars à la banque Kuhn, Loeb & co entre 1918 et 1922, thèse qui remonte au moins aux ouvrages de Jacques Bordiot, auteur conspirationniste condamné à la Libération et proche d'Henry Coston et qui a été repris récemment dans La Nouvelle Revue d'histoire. Cette information, en général attribuée au dernier ambassadeur de l’Empire russe aux États-Unis, ne figure pas dans les ouvrages scientifiques sur la question.
Jacob Schiff n'est pas le premier banquier américain victime d'un antisémitisme complotiste : le banquier Joseph Seligman (1817-1880), fondateur de la banque J. & W. Seligman & Co., fut au centre d'une campagne diffamatoire orchestrée en 1877 à Saratoga, durant l'affaire du Grand Union Hotel, qui, devenue cause nationale, vit s'exprimer pour la première fois une forme d'antisémitisme aux États-Unis.